# Джон Олдрідж
Джон Вільям О́лдрідж (англ. John Aldridge; нар. 18 вересня 1958, Ліверпуль, Англія) — ірландський футболіст, нападник, найбільш відомий за виступами за «Ліверпуль» в кінці 1980-тих і збірну Ірландії. Перший гравець, удар якого з пенальті у фіналі кубка Англії був відбитий.
Із забитими за кар'єру 330 голами займає 6-те місце у списку найкращих бомбардирів усіх чемпіонатів Англійської футбольної асоціації.

## Титули і досягнення
Гравець
- Володар Кубка Уельсу (1):

«Ньюпорт Каунті»: 1979-80
- Володар Кубка Футбольної ліги (1):

«Оксфорд Юнайтед»: 1985-86
- Володар Кубка Англії (1):

«Ліверпуль»: 1988-89
- Володар Суперкубка Англії (2):

«Ліверпуль»: 1988, 1989